# Conversion linguistique
Cet article concerne la notion sociolinguistique. Pour notion grammaticale, voir Conversion lexicale. Pour les autres significations, voir Conversion.
 (août 2016).
Si vous disposez d'ouvrages ou d'articles de référence ou si vous connaissez des sites web de qualité traitant du thème abordé ici, merci de compléter l'article en donnant les références utiles à sa vérifiabilité et en les liant à la section « Notes et références ».
Une conversion linguistique est un processus dans lequel les membres d'une communauté abandonnent progressivement leur langue naturelle  au profit d’une autre. L’avancement de la conversion à un instant donné correspond au pourcentage du nombre de membres de la communauté parlant plus fréquemment la nouvelle langue à la maison. Cette information permet de mesurer l’évolution de l’utilisation de la langue au sein de la communauté. La période d’étude s’étend le plus souvent sur plusieurs générations, mais elle peut également se limiter à la durée de vie d’une personne.
Le processus par lequel une communauté linguistique apprend une seconde langue, puis devient bilingue, et finit par n'utiliser que la seconde, est associé au phénomène d'assimilation culturelle. Lorsqu’une communauté linguistique a complètement abandonné sa langue d’origine, cette dernière est alors qualifiée de langue morte.

## Exemples

### France
En Alsace, l’alsacien (réalité linguistique constituée de dialectes germaniques, alémaniques et franciques) a perdu sa position de langue utile au profit du français, qui relève d'une conjonction d'éléments intégrant notamment la délégitimation, au lendemain de l'annexion de fait par le Troisième Reich durant la Seconde Guerre mondiale, de l'allemand comme idiome littéraire (usité notamment, à côté du français, par les églises et jusqu'aux années 1930 par un fort courant intellectuel, pas nécessairement francophobe), un exode rural important et les bouleversements sociologiques similaires à ceux s'étant produits dans d'autres régions françaises (Occitanie, Bretagne, Flandre, Roussillon, Corse…).

### Amérique du Nord
Calvin Veltman a beaucoup écrit sur le processus de changement de langue ayant eu lieu chez une douzaine de minorités linguistiques aux États-Unis, notamment dans son livre de 1983 intitulé Conversion linguistique aux États-Unis (Language shift in the United States). Cet ouvrage s'appuie sur les données de l’étude du bureau de recensement de 1976 qui montrent que l’avancement de la conversion et le taux d’assimilation s’est accéléré dans le pays durant les cinquante années précédentes. Les immigrants hispanophones deviennent anglophones en deux générations et si l’immigration cessait, la langue ne survivrait alors pas plus de deux générations. En Nouvelle-Angleterre, le français québécois, largement parlé par les immigrants canadien-français au début du XXe siècle, a plus ou moins disparu des États-Unis au profit de l’anglais. Un phénomène similaire s’est également produit en Louisiane, ancienne colonie française. Les données publiées dans le livre de McKay et Wong intitulé « les nouveaux immigrants aux États-Unis » (New immigrants in the United States) confirment ces phénomènes en s’appuyant sur les données du recensement de 1990.
Ce phénomène a également été observé au Canada en dehors du Québec où l’avancement de la conversion des minorités francophones laisse imaginer la disparition du français. En revanche, dans la province de Québec, le déclin du français a été renversé, et après de fort taux d'émigration des anglophones et de nombreux mariages avec les Canadiens francophones, l’anglais est maintenant en déclin.

### Biélorussie
Malgré l’indépendance de la Biélorussie (1991), l’utilisation de la langue biélorusse est en déclin. Une étude menée en 2009 par le gouvernement du pays démontre que 72 % des Biélorusses parlent désormais russe à la maison, alors que seuls 11,9 % continuent d’utiliser la langue biélorusse. Seuls 29,4 % peuvent écrire, lire et parler biélorusse. Selon l’étude, un Biélorusse sur dix ne comprend pas le biélorusse.
Le déclin pourrait être attribué en partie à la politique du bilinguisme (biélorusse et russe) menée par le président Alexandre Loukachenko. Favorisée sous l’Empire russe et l’URSS, la langue russe continue à gagner du terrain.

### Wallonie et Bruxelles
Bruxelles, voir : Francisation de Bruxelles.
Wallonie : le wallon était la langue la plus parlée en Belgique romane jusqu'à la Première Guerre mondiale. Depuis, son usage dans la vie quotidienne s'est largement réduit au profit du français, qui est devenu la principale langue de la Wallonie.

### Haïti
Au cours de la période coloniale du XVIIe siècle au XIXe siècle, les populations serviles ont graduellement abandonné leurs langues maternelles d'origine au profit du créole haïtien.

### Philippines
Aux Philippines, après la fin de la Seconde Guerre mondiale, l’anglais a progressivement remplacé l’espagnol qui a finalement disparu de la vie quotidienne.

### Sardaigne
Contrairement à l'île voisine de Corse (France) et la péninsule italienne, où l'italien était la langue officielle partagée par les différentes élites locales depuis le Moyen Âge tardif, l'italien a été officiellement introduit en Sardaigne, au détriment de l'espagnol et du sarde (une langue romane insulaire), seulement en 1760 et 1764 par la maison de Savoie alors au pouvoir,,,. En fait, la composition linguistique complexe des îliens, jusqu'alors étrangère à l'italien et à sa sphère culturelle, était couverte par l'espagnol comme langue de prestige de la classe supérieure ; en raison d'un processus politique visant à promouvoir la langue et l'identité italienne parmi les Sardes, passés sous administration piémontaise, l'italianisation, bien que difficile, était conçue comme une politique culturelle permettant aux structures sociales et économiques de l'île de s'imbriquer de plus en plus avec le continent et expressément le Piémont, où se trouvait le pouvoir central du Royaume. La Fusion parfaite de 1847, réalisée dans une optique assimilationniste et politiquement analogue aux Actes d'Union entre la Grande-Bretagne et l'Irlande, a déterminé le moment conventionnel à partir duquel la langue sarde a cessé d'être considérée comme un marqueur d'identité d'un groupe ethnique spécifique, et a été au contraire mise dans le même panier que le conglomérat dialectal du continent déjà subordonné à la langue nationale. Le juriste italien Carlo Baudi di Vesme, dans son essai de 1848 intitulé Considerazioni politiche ed economiche sulla Sardegna, a déclaré que le sarde était l'une des barrières les plus importantes séparant les îliens du continent italien, et que seule la suppression de leurs dialectes pouvait leur permettre de comprendre les instructions gouvernementales, émises en italien, et de devenir des sujets adéquatement "civilisés" du Royaume.
Cependant, ce n'est qu'avec la montée du fascisme que le sarde a été activement interdit et/ou exclu de toute activité culturelle résiduelle pour imposer un changement complet vers l'italien,,.
Après la fin de la Seconde Guerre mondiale, les efforts se poursuivent pour italianiser davantage la population, avec la justification que ce faisant, selon les principes de la théorie de la modernisation, l'île peut se débarrasser des anciennes "pratiques traditionnelles" qui la retenaient, considérées comme un héritage de barbarie à éliminer immédiatement afin de rejoindre la croissance économique du continent ; l'italianisation est ainsi devenue un phénomène de masse, prenant racine dans les villages jusqu'alors majoritairement sardophones. Pour de nombreux Sardes, l'abandon de leur langue et l'acquisition de l'italien comme norme culturelle représentaient un moyen de se distancier de leur groupe d'origine, qu'ils percevaient comme marginalisé et manquant de prestige, et de s'intégrer ainsi dans un groupe social tout à fait différent. Les Sardes ont ainsi été amenés à se séparer de leur langue car elle portait la marque d'une identité stigmatisée, l'incarnation d'une subordination sociale et politique longtemps subie dans une société enchaînée, par opposition à la promotion sociale qui leur était accordée en embrassant l'italien. De nombreuses pratiques culturelles indigènes allaient s'éteindre, s'orientant vers d'autres formes de socialisation.
La majorité des îliens ont adopté cette langue politiquement dominante et ne parlent plus leur langue maternelle, qui connaît un déclin constant. La langue sarde a en fait été gravement compromise au point que seulement 10-13% des enfants sont capables de la parler, et qu’elle est aujourd’hui principalement conservée en tant que langue d'héritage. Malgré la reconnaissance officielle conférée au sarde par la loi nationale, les Sardes "s'identifient à leur langue à un degré moindre que les autres minorités linguistiques en Italie, et semblent plutôt s'identifier à la langue officielle de l'État à un degré plus élevé que les autres minorités linguistiques du pays.". À l'exception de quelques zones où le sarde peut encore être entendu dans la vie quotidienne, toutes les langues autochtones de l'île ont été désormais largement assimilés dans l'italien; le contact linguistique a conduit à l’émergence d’une variété spécifique d’italien, légèrement différente du standard.

## Conséquences sociales
Parmi les conséquences des conversions linguistiques, plusieurs d’entre elles sont négatives, dont celles concernant les membres de la communauté de la  génération ayant pas conservé la langue qui se perd. Plusieurs sociolinguistes comme Joshua Fishman, Lily Wong Fillmore (en) et Jon Reyhner constatent que les conversions linguistiques (lorsqu’elles entraînent la mort de la langue originale) peuvent donner lieu à une désintégration culturelle et toute sorte de problèmes sociaux dont des problèmes d’addiction, de troubles psychologique héréditaire , des problèmes familiaux et une augmentation du nombre de personnes décédant prématurément.
Par exemple, Ohiri-Aniche (1997) a observé que la tendance qu'ont bon nombre de parents nigérians à élever leurs enfants uniquement en anglais peut avoir comme conséquence pour les enfants conservant la langue des parents d'être méprisés et de se sentir honteux parce qu'ils sont associés à la langue des générations du passé. Tout bien considéré, certains Nigérians affirment se sentir ni complètement européens ni complètement nigérians.

## Renversement
Le sociolinguiste américain Joshua Fishman a proposé une méthode de renversement des conversions linguistiques qui consiste à évaluer le niveau auquel une langue donnée a été affaiblie afin de déterminer la façon la plus efficace de revitaliser la langue.